# ナウムブルク (ザーレ)

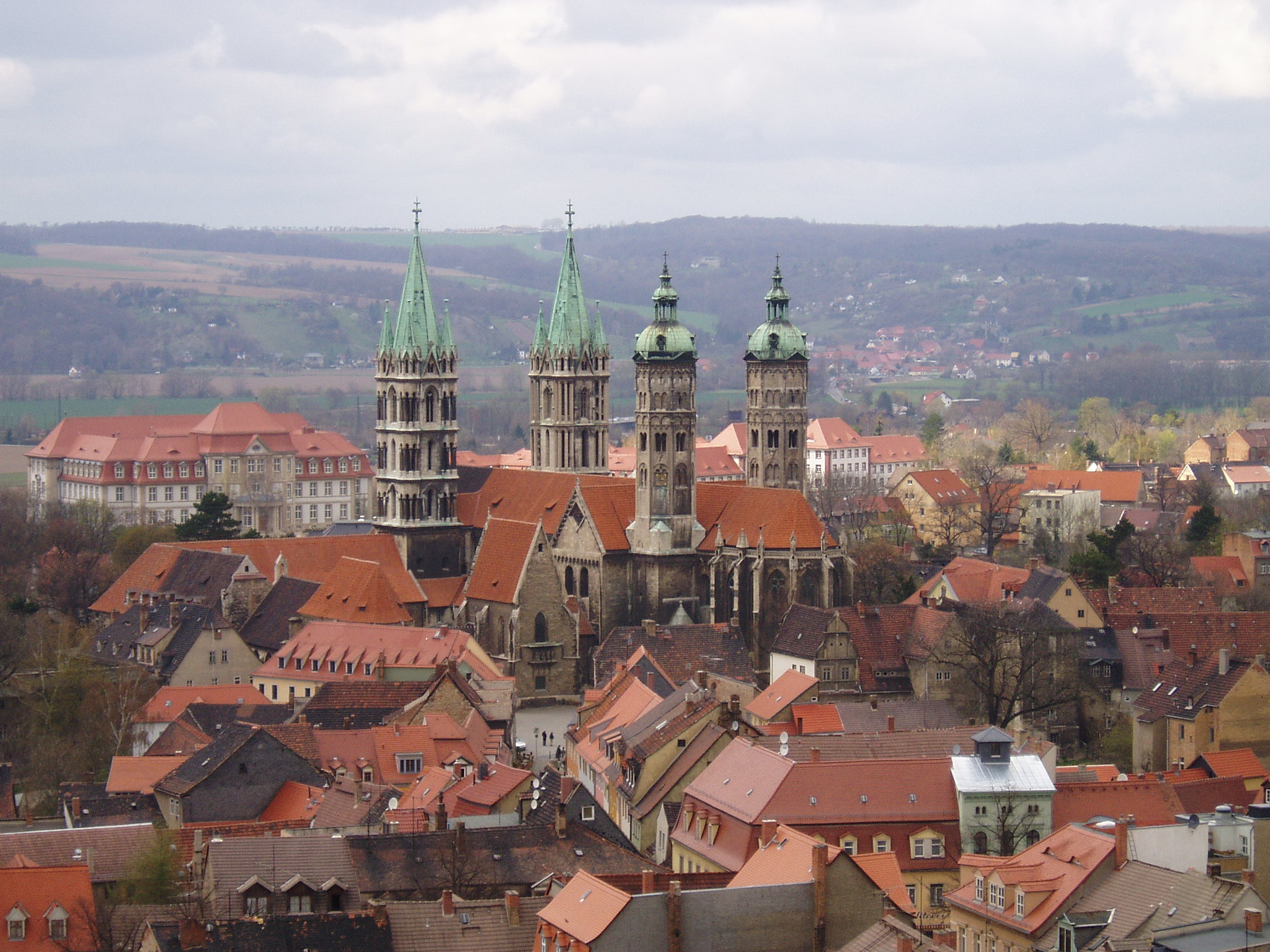
ナウムブルク大聖堂

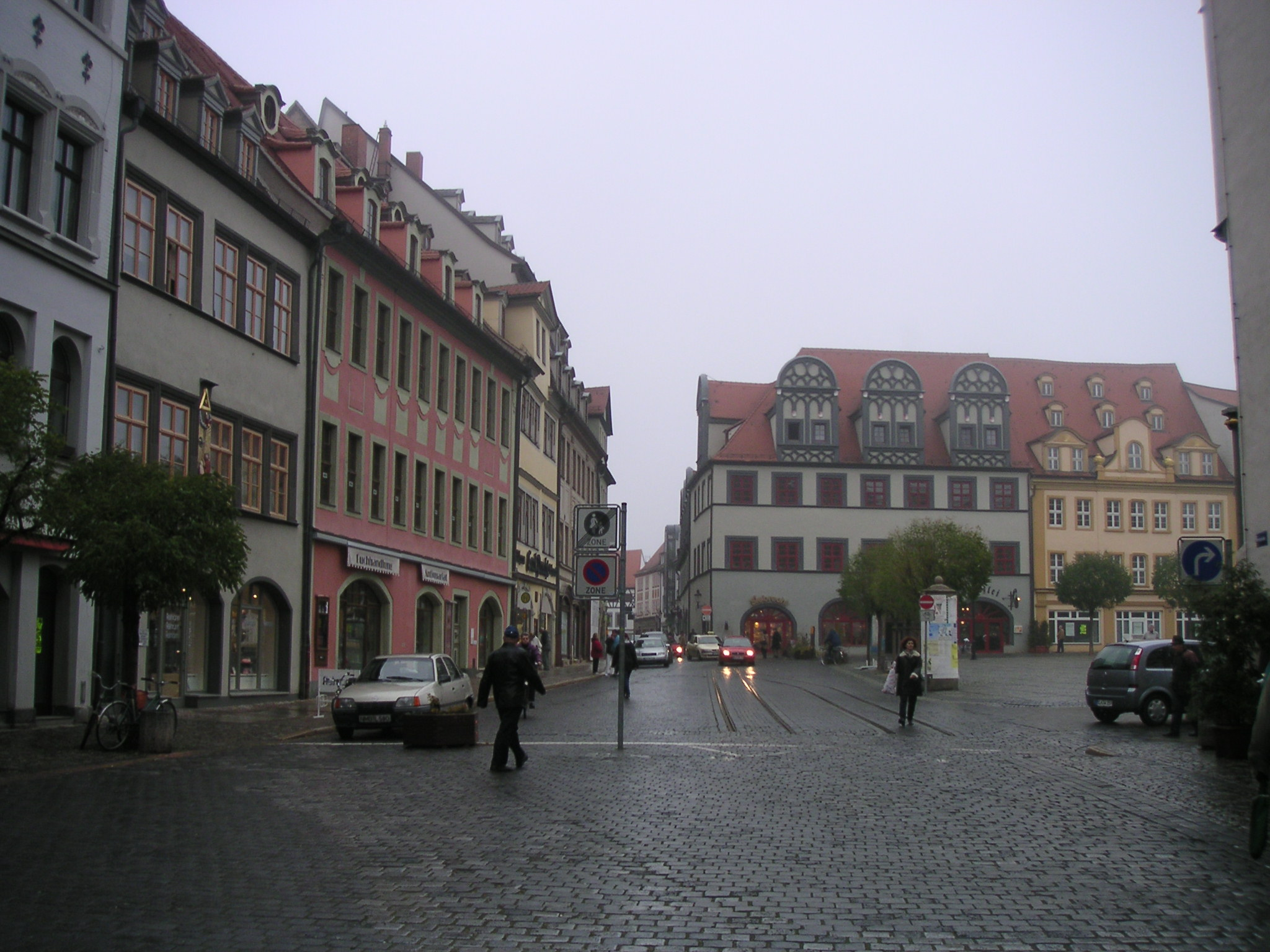
街の風景

ナウムブルク (ザーレ)（Naumburg (Saale) ）は、ドイツ、ザクセン＝アンハルト州の都市。人口は約32,000人。都市名はナウムブルク・アン・デア・ザーレとも表記される。

## 地勢
ザーレ川沿いに位置している。近隣の都市としては、北方にフライブルク (ウンストルート)、約30キロ南西のイェーナ、35キロ南東のゲーラ、40キロ北のハレ (ザーレ)、45キロ北東のライプツィヒなどがある。

## 歴史
地名は「新しい城」を意味し、ザーレ川を見下ろす地に建設されたマイセン辺境伯の城に由来する。
1012年、史料上でナウムブルクが確認される。 1000年頃ないし1100年頃マイセン辺境伯エッケハルト1世はウンストルート（Unstrut）川がザーレ（Saale）川に合流する地点、スラブ人の集落があった場所の近くにナウムブルク城を築いたと推測される。1012年頃、辺境伯一族の修道院（Hauskloster）がこの地に移築された。1028年と1030年の間に、最初968年にオットー大帝よってツァイツ（Zeitz）に設置された司教座がナウムブルクに移された。1033年クラインイェーナ（Kleinjena）にいた商人も移ってきた。発展を続けるこの街は司教の支配下にあった。市の代官職（Vogtei）はマイセン辺境伯が握ったが、13世紀後半には司教が領邦君主権（Landeshoheit）を獲得し、1296年には帝国諸侯の一人（Reichsfürst）になった。司教領主は領地を拡大したが、次第にヴェッティン家（Haus Wettin）への依存度を強めた。ヴェッティン家は領邦君主権を発展させた。
1541年以前に宗教改革の波が押し寄せた。16世紀の20年代には実質的にプロテスタントになった。
中世より交通の要衝として重要な役割を果たし、中世を通じて定期市が開催された。11世紀前半よりナウムブルク大聖堂の建設が始まった。ハンザ同盟の加盟都市となった。13世紀以来、染料と布地の販売、ビールの醸造と販売が盛んで、この地で開催されていた「ペーター・パウル市」（Peter-Pauls-Messe）は16世紀初頭まで中部ドイツ最大の定期市であった。1506年 ライプツィヒが周囲15ドイツマイル範囲の定期市開催特権（Messeprivileg）を獲得すると、ナウムブルクは商業都市としてしての重要性を失った。1656年から1718年までザクセン・ツァイツ公領に属した。ドイツ中世の王侯夫妻像が魅力的なナウムブルク大聖堂は国内外から多くの観光客を引きよせている。

## 交通
ナウムブルク市電

## 姉妹都市
- アーヘン（ノルトライン＝ヴェストファーレン州）1988年

## 引用
1. 1 2  Statistisches Landesamt Sachsen-Anhalt, Bevölkerung der Gemeinden – Stand: 31. Dezember 2023
2. ↑  公式サイトの表記
3. ↑  ドイツ語: Naumburg an der Saale
4. ↑   Dieter Berger: de:Duden, geographische Namen in Deutschland: Herkunft und Bedeutung  der Namen von Ländern, Städten, Bergen und Gewässern, Bibliographisches Institut, Mannheim/Wien/Zürich 1993 (ISBN 3-411-06251-7), S. 193.
5. 1 2   Gerhard Köbler: Historisches Lexikon der deutschen Länder, 6. Aufl. München: Beck 1988 = Darmstadt: Wissenschaftliche Buchgesellschaft 1999, S. 419.
6. ↑  Lexikon des Mittelalters. Bd. VI.  München: LexMA 1993 (ISBN 3-7608-8906-9), Sp. 1056.
7. ↑  エーディト・エネン著 佐々木克巳訳 『ヨーロッパの中世都市』岩波書店、1987年、(ISBN 4-00-002373-X) 、234頁。
8. ↑  Lexikon des Mittelalters. Bd. VI.  München: LexMA 1993 (ISBN 3-7608-8906-9), Sp. 1056-1057. - エーディト・エネン著 佐々木克巳訳 『ヨーロッパの中世都市』岩波書店、1987年、(ISBN 4-00-002373-X) 、171頁。
9. ↑  de:Baedeker: Deutschland. Ostfildern: Karl Baedeker 8.Aufl. 2005 (ISBN 3-8297-1079-8), S. 813.